# Grenchen
Grenchen (en francès Granges) és un municipi del cantó de Solothurn (Suïssa), situat al districte de Lebern.